# Federazione di pattinaggio della Spagna
La Federazione di pattinaggio della Spagna (spː Real Federacion Española de Patinaje), conosciuta anche con l'acronimo RFEP, è l'organo di governo degli sport rotellistici in Spagna. È stata fondata nel 1954. È affiliata alla Fédération Internationale de Roller Sports dal 1954 e al Comité Européen de Rink-Hockey dal 1954.
Attualmente, sotto la giurisdizione della RFEP ricadono la Nazionale maggiore maschile e Nazionale di hockey su pista femminile della Spagna per quanto riguarda l'hockey su pista, più varie sottocategorie di rappresentative (Nazionali Under-20, Nazionali Under-17, etc.).
Presidente della Federazione è Carmelo Paniagua, in carica da marzo 2005.

## Discipline
Le discipline ufficialmente affiliate alla federazione sono le seguenti:
- Hockey in linea
- Hockey su pista
- Pattinaggio artistico
- Pattinaggio corsa
- Pattinaggio freestyle
- Skateboard
- Skiroll

## Presidenti
| Nome                               | dal               | al                |
| ---------------------------------- | ----------------- | ----------------- |
| Juan Antonio Samaranch Torelló     | 21 agosto 1954    | 5 luglio 1956     |
| Eugenio Calderón Sola              | 5 luglio 1956     | 13 ottobre 1961   |
| Francisco Platón Verdaguer         | 13 ottobre 1961   | 17 ottobre 1967   |
| Juan Piera Serís                   | 17 novembre 1967  | 15 novembre 1968  |
| Luis Azemar y Puig de la Bellacasa | 15 novembre 1968  | 1 dicembre 1972   |
| Antonio J. González Fernández      | 4 dicembre 1972   | 29 settembre 1984 |
| Manuel Doménech Miró               | 29 settembre 1984 | 31 ottobre 1992   |
| Jose Maria Ignacio Añé             | 31 ottobre 1992   | 28 dicembre 1996  |
| Antonio Martra Solé                | 28 dicembre 1996  | 30 aprile 2004    |
| Enrique García-Raposo Sánchez      | 4 aprile 2004     | 5 marzo 2005      |
| Carmelo Paniagua Manso             | 6 marzo 2005      | in carica         |